# 考納斯市政廳

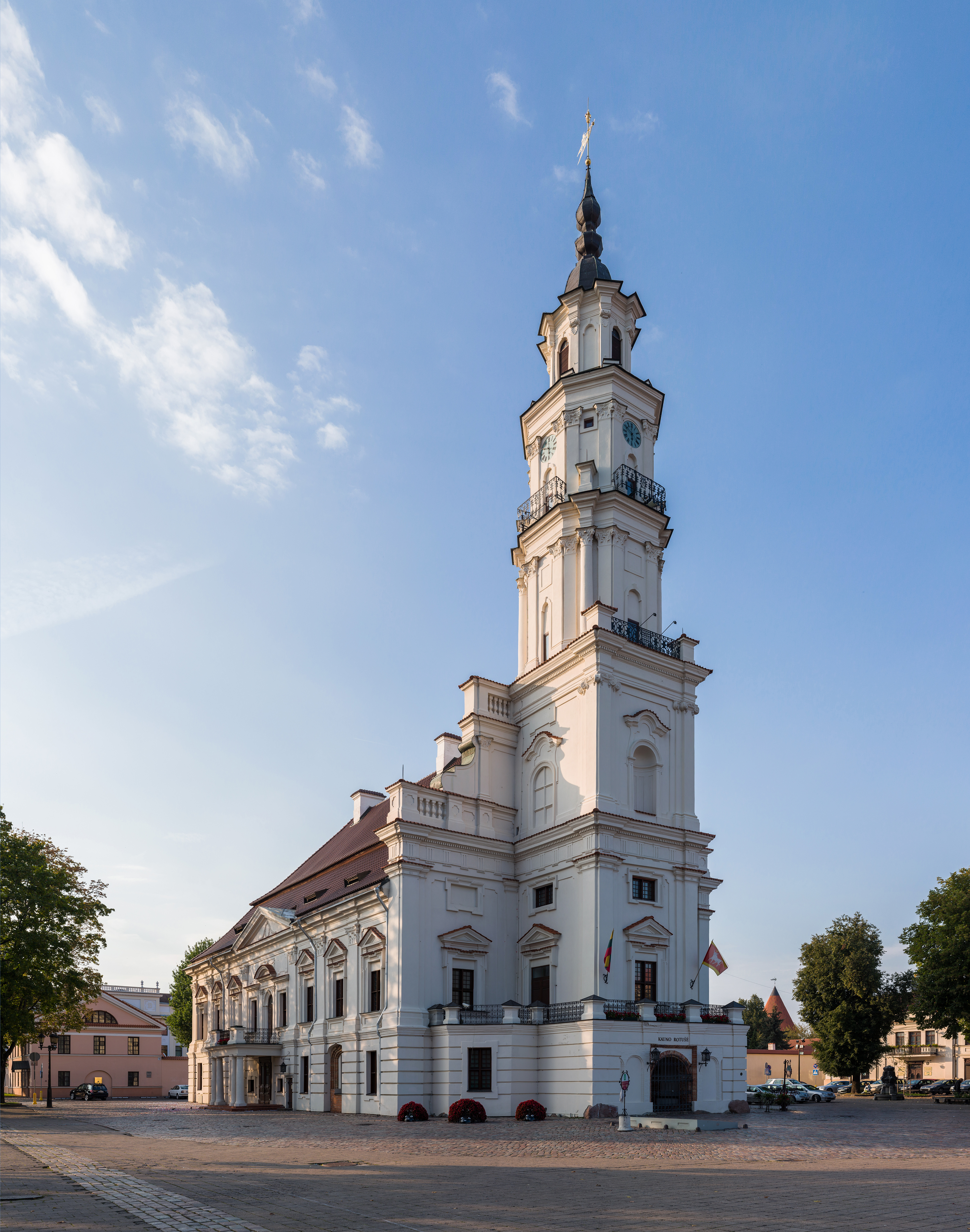
考納斯市政廳

考納斯市政廳是立陶宛城市考納斯的市政廳，位於考納斯舊城區的中央，修建於16世紀。市政廳內設有陶瓷博物館。